# Fendt
Fendt — немецкий производитель сельскохозяйственной техники, основанный в 1930 году Ксавьером Фендтом в Марктобердорфе, регион Альгой, Германия. Fendt производит тракторы, комбайны, пресс-подборщики, телескопические погрузчики и сеялки. В 1997 году компания была приобретена корпорацией AGCO.

## История

### Происхождение и история компании до 1950 года
Семья мастеров Fendt ведет свою историю около 350 лет. Семья стала хорошо известна в Альгой благодаря производству башенных часов, грифельных струн и скрипок. Семья также занималась подсобным хозяйством и занималась небольшой торговлей сельскохозяйственным оборудованием. Иоганн Георг Фендт (1868—1933) в 1898 году унаследовал бизнес своего отца Франца Ксавера и начал продавать и обслуживать стационарные двигатели Deutz.
До 1928 года старший сын Иоганна Ксавер (1907—1989) работал в Deutz и BMW, а Герман (1911—1995) продолжал помогать отцу управлять семейной фермой и моторным бизнесом.
В 1928 году Ксавер вернулся домой, и они с братом Германом и отцом Иоганном расширили свой бизнес, занявшись сельскохозяйственными машинами, и создали моторизованную газонокосилку.
В 1930 году они построили свой первый трактор «Дизельросс» мощностью 4,5 кВт (6 л. с.) («росс» в переводе с немецкого означает «качественная лошадь», в отличие от обычной).
В 1937 году компания была зарегистрирована в торговом реестре Кемптена (Альгой) под названием «Xaver Fendt & Co., Maschinen- und Schlepperfabrik». Ксавьер и Германн стали акционерами; их мать Крешенция выступала в качестве ограниченного партнёра.
В 1938 году братья Фендт создали трактор Dieselross F22 мощностью до 16 кВт (22 л. с.); тракторы Dieselross выпускались серийно до 1958 года.
В 1942 году компания столкнулась с серьёзными трудностями, так как нацистское правительство запретило производство тракторов, работающих на жидком топливе, из-за нехватки сырья. В ответ на это Фендт разработал работающий на древесном газе трактор Dieselross G25, который имел стандартный генератор и газовый двигатель Deutz. В период с 1942 по 1949 год было произведено в общей сложности 1497 таких тракторов, работающих на древесном газе.
В 1948 году братья Фендт смогли вернуть себе контроль над компанией, когда они были назначены попечителями военным правительством США, которое было сформировано после Второй мировой войны.

### с 1950 — х по 1970 — е годы
В 1950 году началось производство модели F15, и завод выпускал 300 единиц продукции в месяц. 12 августа 1950 года компания выпустила свой 10 000-й трактор.
В 1955 году компания выпустила 50-тысячный автомобиль.
В 1958 году компания Fendt представила серию тракторов «ff» с двигателями мощностью от 11 кВт (15 л. с.) до 60 кВт (80 л. с.). Модель Favorit 1 стала эталоном в проектировании и изготовлении трансмиссий.
100 000-й трактор Fendt был выпущен в 1961 году; чтобы отметить эту важную дату, они выбрали трактор Farmer 2 и покрасили его в золотой цвет.

### с 1970-х по настоящее время
В 1970 году компания Fendt создала свой первый универсальный транспортно-загрузочный вагон, модель Agrobil S. В этом году также началось производство кабин в Асбах-Бауменхайме после приобретения там предприятия Maschinenfabrik Josef Dechentreiter и его 800 сотрудников.
В 1980 году компания была переименована в Fendt GmbH, чтобы соответствовать современным требованиям к коммерческим предприятиям.
В 1985 году компания Fendt впервые заняла первое место в статистике регистрации тракторов в Западной Германии, продав 6388 тракторов и заняв 18,4 % рынка.
В 1993 году компания Fendt представила первый трактор с подвеской передней оси на базе модели 500C.
В 1995 году компания представила свой Vario Class с инновационной технологией коробки передач (трансмиссии), что сделало его первым в мире большим трактором с бесступенчатой трансмиссией с плавным изменением передаточного числа.
В 1996 году пятеро наследников Ксавьера и Германа Фендтов решили продать семейный бизнес. В конце января 1997 года все акции Fendt были переданы AGCO. С 1997 года Fendt работает как полностью принадлежащий AGCO бренд, а его сельскохозяйственная техника представлена на мировом рынке.
В 2009 году серия Fendt 200 впервые была представлена с трансмиссией Vario, что сделало Fendt первым и единственным в мире брендом тракторов с бесступенчатой трансмиссией во всей линейке тракторов мощностью от 70 до 360 л. с.
В 2016 году компания Fendt выпустила 250 000-ю трансмиссию Vario.
В 2018 году Fendt занимала наибольшую долю на европейском рынке тракторов. Fendt была лидером рынка по доле владения в Германии с долей 24,2 % в 2018 году. В ежегодном рейтинге, опубликованном DLG, в котором немецкие подрядчики и фермеры оценивают компании, занимающиеся сельскохозяйственной техникой, Fendt заняла первое место в 2013 году, набрав 99,3 балла из 100 возможных.
CLIMMAR, организация, которая ежегодно публикует индекс удовлетворенности дилеров почти для всех брендов сельскохозяйственной техники, присвоила Fendt средний показатель не менее 14,1 в 8 из 10 последних лет (2011—2021) при максимальном показателе 15. Компания является членом VDMA, Департамента сельскохозяйственной техники.
По состоянию на 2022 год Fendt предлагает ассортимент продукции, включающий тракторы, кормоуборочные комбайны, зерноуборочные комбайны, самоходные опрыскиватели, сенокосилки, сеялки, фронтальные погрузчики и телескопические погрузчики-подборщики.

## Ассортимент продукции
В настоящее время Fendt предлагает следующие типы оборудования:
- ряд тракторов мощностью от 52 до 502 кВт (от 70 до 673 л. с.), большинство из которых производятся в Марктобердорфе, Бавария, Германия, и две модели в Джексоне, Миннесота, США.
- Линейка зерноуборочных комбайнов мощностью 160—590 кВт (220—790 л. с.) производится в Бреганце, Италия,.
- Кормозаготовительная техника, в том числе кормоуборочные комбайны, ворошилки, косилки и грабли, выпускается под брендом Fendt после того, как в 2011 году компания Fella была приобретена AGCO.
- Большие пресс-подборщики, ранее выпускавшиеся под маркой Hesston, теперь продаются под брендом Fendt после того, как их приобрела компания AGCO.
- Сеялки для посева пропашных культур

Завершающими элементами продуктовой линейки являются:
- Кормоуборочные комбайны мощностью 466—634 кВт (625—850 л. с.) с жатками Кемпер
- Самоходные опрыскиватели
- погрузчики, навесные на трактор
- телескопические манипуляторы с материалами или дистанционные манипуляторы
- и тракторы, модифицированные для муниципалитетов и лесного хозяйства.

### Тракторы
| Диапазон              | Диапазон мощности (кВт /л. с.) | Местонахождение производства |
| --------------------- | ------------------------------ | ---------------------------- |
| Серия 200 Vario       | 51-81 / 70-110                 | Marktoberdorf, Germany       |
| Серия 300 Vario       | 70-92 / 95-135                 | Marktoberdorf, Germany       |
| Серия 500 Vario       | 92-121 / 125—165               | Marktoberdorf, Germany       |
| Серия 600 Vario       | 121-165 / 164—224              | Marktoberdorf, Germany       |
| 700 Vario Серии Gen 6 | 96-132 / 130—240               | Marktoberdorf, Germany       |
| 700 Vario Gen 7 Серии | 151-203 / 206—283              | Marktoberdorf, Germany       |
| Серия 900 Vario       | 202-308 / 275—420              | Marktoberdorf, Germany       |
| Серия 900 Vario MT    | 283-321 / 380—430              | Джексон, Миннесота, США      |
| Серия 1000 Vario      | 279-368 / 380—517              | Marktoberdorf, Germany       |
| Серия 1100 Vario MT   | 376-500 / 504—673              | Джексон, Миннесота, США      |

E100 Vario — это электротягач мощностью 75 кВт / 100 л. с. . Он может работать до 10 часов при фактической нагрузке.